# Cratere Trollope
Trollope  è un cratere sulla superficie di Venere. Deve il proprio nome alla scrittrice britannica Frances Trollope (1780-1863).